# Copa Brasil de Voleibol Feminino de 2023
A Copa Brasil de Voleibol Feminino de 2023 foi a décima segunda edição desta competição organizada pela Confederação Brasileira de Voleibol através da Unidade de Competições Nacionais. Participarão do torneio oito equipes, de acordo com a posição delas no primeiro turno da Superliga Brasileira A 2022-23, estava prevista incialmente a primeira fase para 12 de março de 2023 com mando de jogo dos times com melhores índices técnicos no turno supracitado, e as semifinais seriam disputadas no dia 15 de março de 2023 e a grande final em 16 de março de 2023
na cidade de  Jaraguá do Sul, Santa Catarina, que sediará pela segunda vez a competição.Em 25 de janeiro de 2023 a CBV  manteve o local da fase final e divulgou novo cronograma da competição,  torneio será disputado nos dias 2 e 3 de fevereiro (confrontos das quartas de final), esta fase com transmissão do Sportv e Canal Vôlei Brasil; no dia 6 de março (semifinais) e a final no dia 7 de março, ambas etapas com transmissão do Sportv.

## Regulamento
Classificaram-se para a disputa da Copa Brasil de 2023 as oito melhores equipes do primeiro turno da fase classificatória da Superliga Série A 2022/2023. O torneio foi disputado em sistema de eliminatória simples, em jogos únicos, dividido em três fases: quartas-de-final, semifinais e final.
Nas quartas-de-final, os confrontos foram baseados na posição de cada participante da tabela da referida Superliga Brasileira A, conforme a seguir: 1º x 8º,  2º x 7º , 3º x 6º  e  4º x 5º  os vitoriosos destas partidas passam às semifinais, a partida semifinal será entre o Vencedor (1º x 8º) x Vencedor (4º x 5º) e na outra partida da referida fase teremos o Vencedor (2º x 7º) x Vencedor (3º x 6º), definindo assim os dois finalistas. Os jogos da quartas-de-final tiveram como mandantes os quatro melhores times da Superliga Brasileira A, e as semifinais e a final foram realizadas no Arena Jaraguá, Jaraguá do Sul (CS).
A  classificação  de  5º  a  8º  será de  acordo  com  o  índice  técnico  da  fase classificatória. A  classificação  de  3º  e  4º  será  definida  de  acordo  com  o índice técnico da Fase Classificatória, dentre os perdedores participantes da semifinal.

## Participantes
| Equipe            | Cidade         | Ginásio                 | Capacidade | Posição na temporada 2022/23 |
| ----------------- | -------------- | ----------------------- | ---------- | ---------------------------- |
| Praia Clube       | Uberlândia     | Arena Praia             | 3 000      | 1º                           |
| Minas             | Belo Horizonte | Arena Minas Tênis Clube | 3 650      | 2º                           |
| Osasco            | Osasco         | José Liberatti          | 4 500      | 3º                           |
| Sesi/Vôlei Bauru  | Bauru          | Panela de Pressão       | 2 000      | 4º                           |
| Fluminense        | Rio de Janeiro | Ginásio do Hebraica     | 1 000      | 5º                           |
| Sesc-RJ           | Rio de Janeiro | Tijuca Tênis Clube      | 3 000      | 6º                           |
| EC Pinheiros      | São Paulo      | Henrique Villaboim      | 1 100      | 7º                           |
| São Paulo/Barueri | Barueri        | José Corrêa             | 5 000      | 8º                           |

Posições e confrontos definidos em 24 de janeiro de 2023

## Resultados
|  | Quartas-de-final | Quartas-de-final | Quartas-de-final |              |                            | Semifinais   | Semifinais | Semifinais |  |  | Final | Final       | Final |
|  |                  |                  |                  |              |                            |              |            |            |  |  |       |             |       |
|  | 1º               | Praia Clube      | 3                |              |                            |              |            |            |  |  |       |             |       |
|  | 8º               | Barueri          | 1                |              |                            |              |            |            |  |  |       |             |       |
|  | 8º               | Barueri          | 1                |              | 1º                         | Praia Clube  | 3          |            |  |  |       |             |       |
|  |                  |                  |                  |              | 1º                         | Praia Clube  | 3          |            |  |  |       |             |       |
|  |                  | 5º               | Fluminense       | 1            |                            |              |            |            |  |  |       |             |       |
|  | 4º               | 5º               | Fluminense       | 1            | Sesi/Vôlei Bauru           | 2            |            |            |  |  |       |             |       |
|  | 4º               |                  |                  |              | Sesi/Vôlei Bauru           | 2            |            |            |  |  |       |             |       |
|  | 5º               | Fluminense       | 3                |              |                            |              |            |            |  |  |       |             |       |
|  |                  |                  |                  |              |                            |              |            |            |  |  | 1º    | Praia Clube | 1     |
|  |                  |                  | 2º               | Gerdau Minas | 3                          |              |            |            |  |  |       |             |       |
|  | 2º               | Gerdau Minas     | 3                |              |                            |              |            |            |  |  |       |             |       |
|  | 7º               | EC Pinheiros     | 1                |              |                            |              |            |            |  |  |       |             |       |
|  | 7º               | EC Pinheiros     | 1                |              | 2º                         | Gerdau Minas | 3          |            |  |  |       |             |       |
|  |                  |                  |                  |              | 2º                         | Gerdau Minas | 3          |            |  |  |       |             |       |
|  |                  | 6º               | Sesc RJ/Flamengo | 1            |                            |              |            |            |  |  |       |             |       |
|  | 3º               | 6º               | Sesc RJ/Flamengo | 1            | Osasco São Cristóvão Saúde | 1            |            |            |  |  |       |             |       |
|  | 3º               |                  |                  |              | Osasco São Cristóvão Saúde | 1            |            |            |  |  |       |             |       |
|  | 6º               | Sesc RJ/Flamengo | 3                |              |                            |              |            |            |  |  |       |             |       |

## Quartas de final
A tabela oficial dos jogos foi divulgada em 25 de janeiro de 2023 pela CBV
Resultados
| 2 de fevereiro de 2023 19:00 Relatório | Sesi/Vôlei Bauru | 2 — 3                         | Fluminense  | Ginásio Paulo Skaf - SESI, Bauru Árbitro(s): Nota SP André Luiz Silva Costa SP Gilberto da Silva Cotrim SP Mauro Pereira dos Santos (AV) |
| 2 de fevereiro de 2023 19:00 Relatório | 25 20 25 13      | Set 1 Set 2 Set 3 Set 4 Set 5 | 19 25 23 15 | Ginásio Paulo Skaf - SESI, Bauru Árbitro(s): Nota SP André Luiz Silva Costa SP Gilberto da Silva Cotrim SP Mauro Pereira dos Santos (AV) |

| 2 de fevereiro de 2023 21:30 Relatório | Osasco São Cristóvão Saúde | 1 — 3                   | Sesc RJ/Flamengo | Ginásio Professor José Liberatti, Osasco Árbitro(s): Nota SP Flávio Campos SP Edvaldo da Costa Vitor SP Rafael de Souza Lino (AV) |
| 2 de fevereiro de 2023 21:30 Relatório | 23 28 23 17                | Set 1 Set 2 Set 3 Set 4 | 25 26 25         | Ginásio Professor José Liberatti, Osasco Árbitro(s): Nota SP Flávio Campos SP Edvaldo da Costa Vitor SP Rafael de Souza Lino (AV) |

| 3 de fevereiro de 2023 18:30 Relatório | Praia Clube | 3 — 1                   | Barueri     | Arena Praia , Uberlândia Árbitro(s): Nota MG Renato Ferreira Diniz MG Paulo Henrique Vieira Moura MG Sérgio Henrique Barbosa (AV) |
| 3 de fevereiro de 2023 18:30 Relatório | 30 19 25    | Set 1 Set 2 Set 3 Set 4 | 28 25 13 17 | Arena Praia , Uberlândia Árbitro(s): Nota MG Renato Ferreira Diniz MG Paulo Henrique Vieira Moura MG Sérgio Henrique Barbosa (AV) |

| 3 de fevereiro de 2023 21:00 Relatório | Gerdau Minas | 3 — 1                   | EC Pinheiros | Arena Minas Tênis Clube, Belo Horizonte Árbitro(s): Nota MG Ivan Eustáquio Couto Cardoso MG Guilherme Pierro Mendonça MG Luiz Henrique Coutinho de Oliveira (AV) |
| 3 de fevereiro de 2023 21:00 Relatório | 20 25        | Set 1 Set 2 Set 3 Set 4 | 25 18 20 18  | Arena Minas Tênis Clube, Belo Horizonte Árbitro(s): Nota MG Ivan Eustáquio Couto Cardoso MG Guilherme Pierro Mendonça MG Luiz Henrique Coutinho de Oliveira (AV) |

## Semifinal
Resultados
| 6 de março de 2023 18:00 Relatório | Praia Clube | 3 — 1                   | Fluminense | Arena Jaraguá, Jaraguá do Sul Árbitro(s): Nota SC Patrick Bernard Basso SC Diógenes Roberto Xavier de Liz SC James Francisco Beal (AV) |
| 6 de março de 2023 18:00 Relatório | 23 25       | Set 1 Set 2 Set 3 Set 4 | 25 21      | Arena Jaraguá, Jaraguá do Sul Árbitro(s): Nota SC Patrick Bernard Basso SC Diógenes Roberto Xavier de Liz SC James Francisco Beal (AV) |

| 6 de março de 2023 21:00 Relatório | Gerdau Minas | 3 — 1                   | Sesc RJ/Flamengo | Arena Jaraguá, Jaraguá do Sul Árbitro(s): Nota SC Paulo Luís Beal SC James Francisco Beal SC Diógenes Roberto Xavier de Liz (AV) |
| 6 de março de 2023 21:00 Relatório | 23 25        | Set 1 Set 2 Set 3 Set 4 | 25 18 17 16      | Arena Jaraguá, Jaraguá do Sul Árbitro(s): Nota SC Paulo Luís Beal SC James Francisco Beal SC Diógenes Roberto Xavier de Liz (AV) |

## Final
Resultado
| 7 de março de 2023 21:00 Relatório | Praia Clube | 1 — 3                   | Gerdau Minas | Arena Jaraguá, Jaraguá do Sul Árbitro(s): Nota SC Patrick Bernard Basso SC Paulo Luís Beal SC James Francisco Beal (AV) |
| 7 de março de 2023 21:00 Relatório | 26 18 25 17 | Set 1 Set 2 Set 3 Set 4 | 28 25 15 25  | Arena Jaraguá, Jaraguá do Sul Árbitro(s): Nota SC Patrick Bernard Basso SC Paulo Luís Beal SC James Francisco Beal (AV) |

## Classificação final
| Posição | Equipe                     |
| ------- | -------------------------- |
|         | Gerdau Minas               |
|         | Praia Clube                |
|         | Sesc RJ/Flamengo           |
| 4º      | Fluminense                 |
| 5º      | Sesi/Vôlei Bauru           |
| 6º      | Osasco São Cristóvão Saúde |
| 7º      | EC Pinheiros               |
| 8º      | Barueri                    |

| Copa Brasil de Voleibol Feminino |
| Minas Gerais                     |
| -------------------------------- |
| Gerdau Minas Campeão (3º título) |